# Ballet Folklórico Oro Lenca
Ballet Folklórico de Honduras Oro Lenca es una compañía de danza folclórico de Honduras en La Esperanza. Fue fundada en 2008 y presenta bailes y trajes que reflejan la cultura tradicional de Honduras. Este grupo de baile se celebra un festival anual de danza folclórica, El Grande de Grandes, y representa la cultura de Honduras a nivel internacional. También es mentor de los grupos de danza nacientes en aldeas, pueblos y ciudades de Honduras. En noviembre de 2015, el Congreso Nacional de Honduras designó Ballet Folklórico Oro Lenca patrimonio cultural de la nación. Posteriormente el grupo fue designado Embajadores de Arte y Cultura por decreto ejecutivo.
El nombre original del grupo fue Ballet Folklórico Oro Lenca. En 2016 el grupo se registró en Honduras como una organización sin fines de lucro bajo su nombre actual de Ballet Folklórico de Honduras Oro Lenca. En el nombre del grupo, Oro Lenca hace referencia a los indígenas lencas que enriquecen la cultura de Intibucá. Las actuaciones del grupo de baile, en relación con la danza y la cultura hondureña e indígenas, tienen el propósito de resucitar y mantener los tradiciones históricos--indígenas, criollos, y coloniales--de la región. Ballet Folklórico se refiere a la danza tradicional en Honduras que comenzó su resurgimiento en la década de 1950, iniciada por el trabajo del folclorista hondureña e hijo nativo de La Esperanza, Rafael Manzanares Aguilar.

## Historia del Grupo
Ballet Folklórico Oro Lenca fue fundada el 18 de diciembre de 2008 en La Esperanza bajo la dirección del profesor Johann Serén Castillo. El grupo constaba inicialmente de 10 parejas, y se realizó su primera actuación el primero de mayo de 2009 en la Casa de Cultura de La Esperanza. El grupo hizo su debut nacional el 21 de junio del mismo año en la Feria Juniana, en la capital industrial de San Pedro Sula. El grupo continuó madurando artísticamente, y en 2011 ganó el Gran Premio en el Gran Pereke, que en ese momento era el festival de danza folclórica más grande en Honduras. En agosto de 2013, el grupo obtuvo el primer lugar en Proyección Folklórico Jade de 2013 en el Teatro Nacional Manuel Bonilla. Para el año 2013 cuando terminó sus primeros cinco años, el Ballet Folklórico Oro Lenca había realizado más de 90 bailes distintos en más de 500 actuaciones.
En el 29 de octubre de 2011 los miembros de Oro Lenca llevaron a cabo una nueva fiesta popular nacional, El Grande de Grandes. Este festival anual ha crecido hasta convertirse en el festival de danza folclórica preeminente en Honduras atrae a grupos de danza de todas las regiones de Honduras.  La participación ha aumentado cada año, por lo que el festival se ha convertido en un evento influyente en el tejido nacional de la danza en Honduras. En 2013 la Esperanza fue declarada capital de la criolla folclore por decreto ejecutivo de la Secretaría de Cultura, Artes y Deportes en homenaje a Rafael Manzanares, conmemoró oficialmente con la designación del festival El Grande de Grandes que se produzca cada año el último sábado de julio. Durante la edición 2014 del festival, 35 grupos de baile compuesto por 600 bailarines participaron, y en el 2015 edición, 50 grupos de danza que abarca cerca de 1.500 bailarines participaron en el festival.
En septiembre de 2012, Ballet Folklórico Oro Lenca comenzó a representar el país en el exterior, con su primera gira anual a Washington D. C. por eventos para la Independencia de Honduras y América Central. En la gira de 2012 los bailarines se bailaron en el festival del Día de la Independencia organizado por la Embajada de Honduras in Washington D. C. También se lleva a cabo a la Organización de los Estados Americanos(OEA), en la sede del Banco Mundial, y en festivales culturales en Virginia, el Distrito de Columbia y Maryland. El grupo ha seguido estos viajes en los años siguientes. En noviembre de 2014, una delegación de bailarines fue a Chile para participar en el festival internacional de Puerto de San Antonio. En junio de 2015, una delegación de bailarines viajaron a México y realizaron un repertorio de 50 bailes reconocidos por la Oficina Nacional de Folclore, junto con sus propias coreografías, en la Ciudad de México, Temascalcingo, Atizapan de Zaragoza, Tultitlán y Orizba, y Saltillo, y representó a Honduras en el Festival Mundial Tierra del Sol y del Segundo Festival Internacional de Orizaba.
 El sábado el 20 de febrero de 2016, por invitación especial de la Embajada de Honduras en Nicaragua, miembros del grupo bailaron en El Evento Cultural II en la plaza de Los Colores, en Puerto Salvador Allende, Managua, Nicaragua.

## Actuaciones
El grupo se especializa en bailes y trajes característicos de las ciudades y pueblos de su región de origen de Intibucá, en las tierras altas de Honduras. Ballet Folklórico Oro Lenca se inspira en las historias y tradiciones del fondo indígena, colonial y criolla de La Esperanza e Intibucá. El grupo trabaja duro para volver a infundir tradiciones populares en las comunidades locales y sus festividades. Muchas de sus actuaciones realizan en los parques, centros comunitarios y calles de la que surgieron estas tradiciones. Sus bailarines y el público incluyen a las personas cuyos abuelos o bisabuelos participaron en la danza que presentaron los mismos trajes y danzas que Oro Lenca ha resucitado.

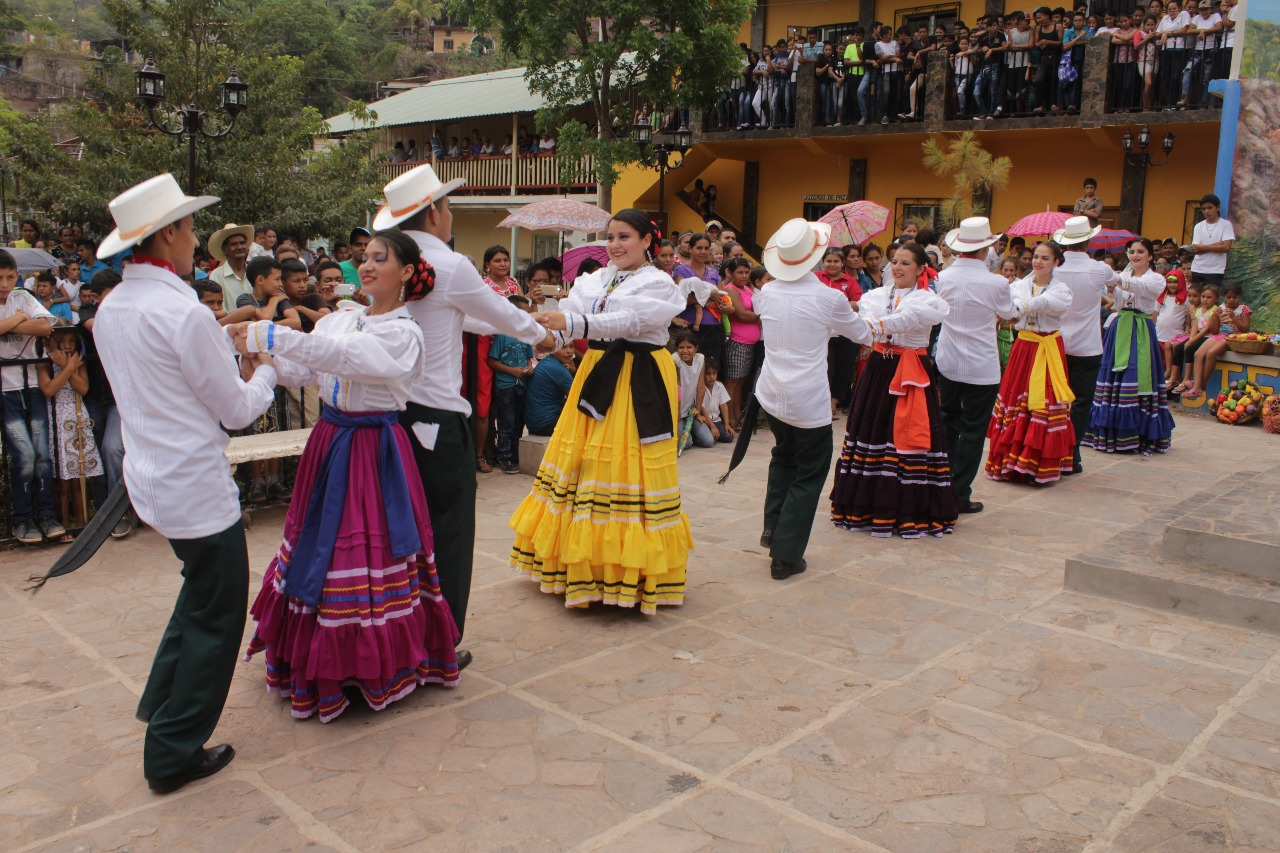
Bailerines de El Ballet Folklórico Oro Lenca de Honduras vestidos en el vestuario de la Villa de Camasca bailando en el aniversario de un siglo desde la fundación del pueblo de El Níspero, Santa Bárbara, Honduras.

Como característica del arte popular, los bailes documentan la vida y las historias en las comunidades tradicionales. Estas son las historias de las cosechas, las celebraciones religiosas, de cortejo entre los muchachos y las muchachas, los cuentos populares, la enfermedad y la muerte, a menudo mezclados con fantasía y humor. Aunque el gran parte de su danza se concentra en estas raíces, el grupo también experimenta con coreografías que mezclan las tradicionales con formas latinas modernas, como la salsa y el merengue, que se encuentran actualmente popular en Honduras. Algunas de sus actuaciones incluyen una progresión de todas las formas de abarcar la historia de Honduras de sus raíces indígenas hasta una sociedad moderna en las Américas. Las presentaciones incluyen a veces sólo unos pocos bailes como parte de una fiesta o programa más amplio o pueden extenderse hasta un par de horas en el escenario ante un público numeroso.
Ballet Folklórico Oro Lenca lleva a cabo no sólo en su región local, sino también en otras comunidades y ciudades de Honduras. El grupo a menudo responde a las peticiones de facilitar talleres de danza para otros grupos de baile, especialmente los grupos de reciente formación, en otras comunidades, como Ocotepeque y Naranjito. 
En los Estados Unidos, Oro Lenca ha ayudado a presos hispanos celebran sus tradiciones. En enero del año 2016 El Red Exploradores filmó una danza indígena interpretada por el Ballet Folklórico Oro Lenca como parte de su producción especial de La Ruta Lenca al Golfo de Fonseca.

## Vestuario
Ballet Folklórico Oro Lenca tiene un extenso vestuario de trajes de danza indígena, criolla, colonial y moderna. El grupo tiene varios trajes representantes de la región. El traje blanco de danza indígena de La Esperanza es emblemático de los pueblos originarios de Intibucá y Honduras. Los miembros del grupo también suelen presentarse con el traje típico del pueblo de Guajiniquil en el municipio de Concepción, Intibucá. Este traje del siglo XIX había desaparecido hasta que fue investigado y resucitado por Johann Serén en 2008. El traje de Guajiniquil combina influencias criollas y coloniales y es reconocido como un auténtico traje de baile regional por el Departamento de Protección de Patrimonio Cultural del Instituto Hondureño de Antropología e Historia. Estos días este vestuario se encuentra usado por otros grupos de baile en Honduras. Entre 2009 y 2016, Johann Serén investigó el traje de baile Villa de Camasca del municipio de Camasca. La primera aparición pública de este disfraz fue en el Festival Nacional de Palito Verde en Azacualpa, Santa Bárbara, el 28 de julio de 2016 y fue recibido por la gerencia ejecutiva del Departamento de Cultura y Artes el 24 de agosto de 2017. Annie Haylock de Orellana quien vive en La Esperanza es la sastrería exclusiva del Ballet Folklórico Oro Lenca. Ella reúne trajes tradicionales y modernos integrales a las actuaciones públicas del grupo.

## El Grande de Grandes
El último sábado de octubre, el Ballet Folklórico Oro Lenca organiza el festival de danza folclórica nacional El Grande de Grandes. Los miembros del grupo de danza gestionar todos los detalles de la fiesta y presentar premios a los grupos y bailarines ganadores. Oro Lenca inicialmente en escena El Grande de Grandes en 2011, y desde entonces ha crecido hasta convertirse en el concurso de baile nacional por excelencia, que atrae a participantes de todas partes del país.
La competencia incluye varios niveles competitivos en los que los grupos de escuelas primarias, secundarias, graduados, y los grupos comunitarios compiten. Cada grupo se le permite una actuación. El día comienza con grupos escolares más jóvenes y procede a través de los niveles. Los premios se otorgan en cada categoría, y el grupo con la mayor número se otorga el premio mayor de toda la competición. Los jueces son seleccionados de la comunidad de danza nacional.
Ballet Folklórico Oro Lenca no participa como concursante, pero presenta una exposición especial para comenzar el festival. El festival tiene una modesta tarifa de entrada para los espectadores y atrae a una gran audiencia de miembros de la familia, y personas de las comunidades de donde origen los bailarines. El festival también incluye discursos y reconocimientos de dignatarios nacionales y por un representante de la Embajada de Honduras en Washington D. C.

## Marca País Honduras

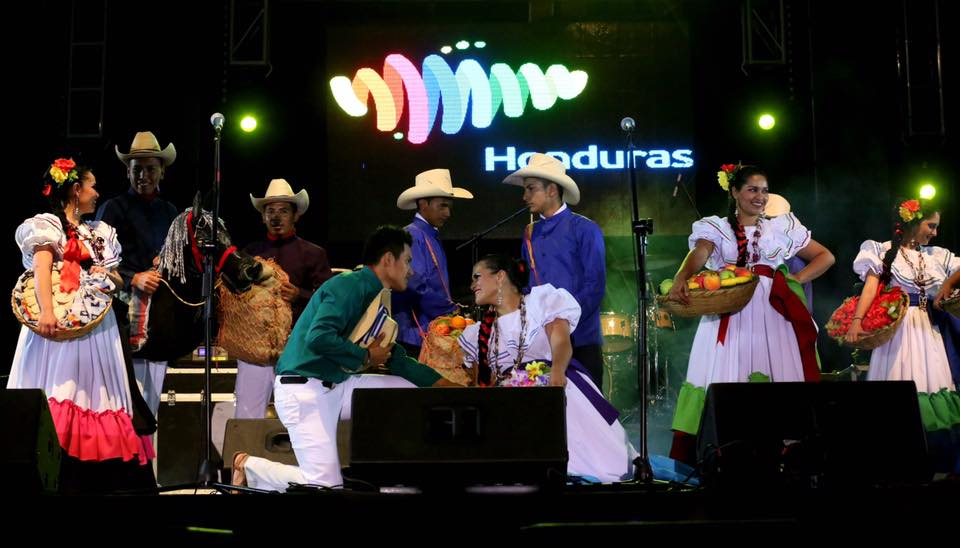
Ballet Folklórico de Honduras Oro Lenca en teleton bajo Marca País Honduras.

El 20 de junio de 2016, Oro Lenca junto con otras 11 empresas y organizaciones de diversas áreas de Honduras se incorporaron a Marca País Honduras. Este acuerdo permite a Oro Lenca llevar el sello de la Marca de Honduras como parte de una iniciativa nacional para promover la inversión, las exportaciones, el turismo y el orgullo nacional.